# Lamar County (Mississippi)
 For alternative betydninger, se Lamar County. (Se også artikler, som begynder med Lamar County)
Lamar County er et county i den amerikanske delstat Mississippi. 
31°13′N 89°31′V / 31.21°N 89.51°V